# Vasomotorisk rinit
Vasomotorisk rinit, idiopatisk rinit eller icke-allergisk rinit, är en rinnsnuva som inte är allergisk och heller inte beror på förkylning.
Vasomotorisk rinit kan vara mycket svår att skilja från allergisk rinit, och det förekommer överlappningar då personer har båda delarna. Vasomotorisk rinit brukar uppkomma senare i livet än allergi, och är mer sällan förenad med nysningar. 
De exakta mekanismerna bakom vasomotosik rinit är inte tillfredsställande utforskade, troligen till följd av att det finns olika varianter med olika patofysiologi. Det som möjligen skulle kunna ses som gemensamt är att det är en hyperreaktiv respons på stimuli. Utlösande faktorer innefattar temperatur- och väderomslag, samt mat, dofter och rök. Det finns olika varianter, vilka utlöses av olika saker. Somliga får akut snuva när de äter (gustatorisk rinit). Träning, känslosamhet och sex kan utlösa tillståndet, liksom vissa läkemedel och droger, i synnerhet sådana som är vasodilatoriska eller hämmar sympatiska nervsystemet. Hormonell rinit uppkommer t.ex. vid graviditet och andra tillstånd som ökar östrogennivåerna.
Den vasomotoriska riniten reagerar inte på antihistaminer.